# Michael Lamey
Pour les articles homonymes, voir Lamey.
Michael Lamey, né le 29 novembre 1979 à Amsterdam, est un footballeur professionnel néerlandais. Il occupe le poste de défenseur.

## Biographie

### Un dernier défi avant la fin de sa carrière
Le 13 juin 2011, Michael Lamey signe un contrat d'un an et renouvelable douze mois avec le club polonais du Wisła Cracovie,. Il arrive chez le champion en titre dans l'optique de remplacer Erik Čikoš, titulaire au poste d'arrière droit la saison précédente mais non conservé par le club à l'issue de son prêt.

## Palmarès
- Vainqueur de la Coupe des Pays-Bas : 2004
- Champion des Pays-Bas : 2005, 2006, 2007